# Arcade stick

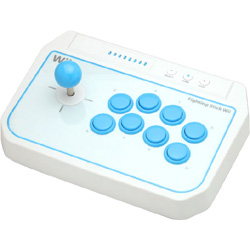
Kontroler Arcade do konsoli Nintendo Wii

Arcade stick – urządzenie sterujące używane w różnych grach komputerowych, zwykle w bijatykach, czy w strzelankach jako zamiennik standardowego gamepada. Jest wzorowane na sterowaniu z automatów, posiada gałkę sterującą oraz przyciski.
Arcade sticki powstają zarówno jako akcesorium do określonej konsoli, przykładowo NES Advantage, Dreamcast Arcade Stick czy też kontroler do Neo Geo, jak i przy premierze określonej gry (np. Mortal Kombat czy Street Fighter IV).